# En el pozo
En el pozo es una película de suspenso uruguaya de 2019, dirigida y escrita por Bernardo Antonaccio y Rafael Antonaccio. Está protagonizada Paula Silva, Augusto Gordillo Lisboa y Rafael Beltrán.

## Resumen
Alicia, su novio Bruno y sus amigos Tincho y Tola deciden pasar una tarde en la cantera abandonada del pueblo. Todo va bien: baños en el lago, asado y pesca, hasta que la tensión entre ellos va creciendo tanto como el calor agobiante. La situación se va rápidamente de control y lo que comenzó siendo una tarde divertida entre amigos se transforma en una pesadilla.

## Reparto
- Paula Silva como Alicia
- Augusto Gordillo Lisboa como Bruno
- Rafael Beltrán como Tincho
- Luis Pazos como Tola
- Natalia Tarmezzano Paola

## Producción

### Rodaje
El rodaje tuvo una duración de dos meses, entre diciembre de 2016 y enero de 2017 en las canteras de La Paz, Canelones.

## Estreno
La película tuvo un preestreno el 15 de enero de 2019 en el Festival internacional de Cine de Punta del Este, y se proyectó en salas de cine de Uruguay el 7 de marzo de 2019. También se encuentra en la plataforma Amazon Prime, disponible solo para Estados Unidos y Canadá.